# Florencio Salazar Martínez
Florencio Salazar Martínez (San Luis Potosí, San Luis Potosí, 31 de diciembre de 1931-1 de agosto de 2023) fue un político mexicano, miembro del Partido Revolucionario Institucional (PRI). Fue diputado federal, senador y Gobernador de San Luis Potosí de 1985 a 1987.

## Biografía
Realizó estudios de primaria en el Colegio Inglés de San Luis Potosí, la secundaria, preparatoria y licenciatura en Derecho en la Universidad Autónoma de San Luis Potosí (UASLP), institución en la que también fue docente de Derecho Tributario. Su padre, Florencio Salazar Méndez, fue en dos ocasiones diputado federal.
Miembro del PRI desde 1956, fue director de Asuntos Legales del comité estatal de 1964 a 1967 y en 1967 fue presidente estatal del partido. Este último año fue postulado candidato a diputado federal por el Distrito 3 de San Luis Potosí, resultando elegido a la XLVII Legislatura que concluyó en 1970.
El mismo año de 1970 fue elegido Senador por San Luis Potosí en primera fórmula para las Legislaturas XLVIII y XLIX que concluyera en 1976. En estas legislaturas fue integrante de la Gran Comisión del Senado; presidente de la comisión de Desarrollo Agrario; secretario de la 1.ª de Justicia; e integrante de la 2.ª de Estudios Legislativos. 
En 1982 fue secretario de Finanzas del comité nacional del PRI, siendo su presidente Javier García Paniagua y en 1984 fue delegado del partido en Yucatán, habiéndolo sido además en otros 16 estados. En las elecciones de 1985 fue postulado candidato y elegido Gobernador de San Luis Potosí, asumiendo el cargo el 26 de septiembre de dicho año para el periodo que debería de concluir en misma fecha de 1991.
Florencio Salazar heredó de su antecesor Carlos Jonguitud Barrios el conflicto político que desde 1982 había iniciado con la elección por segunda ocasión de Salvador Nava Martínez como presidente municipal de la capital del estado. A dos meses de iniciado su gobierno se realizaron las elecciones a ayuntamientos en donde el Navismo pretendía mantener la presidencia municipal y el PRI, recuperarla. El Congreso de San Luis Potosí declaró ganador de la elección al candidato del PRI Guillermo Medina de los Santos frente a Guillermo Pizzuto Zamanillo, candidato apoyado por el Dr. Nava y postulado por el Partido Acción Nacional y el Partido Demócrata Mexicano.
Los partidarios del Dr. Nava y Pizzuto desconocieron el hecho y denunciaron fraude electoral; iniciándose un violento conflicto en que los Navistas ocuparon el Palacio Municipal para impedir la asunción de Medina de los Santos y que culminó en un enfrentamiento con priistas y fuerzas del orden estatal y el incendio del Palacio Municipal la noche del 1 de enero de 1986 en que debería de asumir el cargo el nuevo ayuntamiento. Estos hechos marcaron la gubernatura de Salazar, quien empezó a ser señalado como responsable de la represión y de la inestabilidad política el estado, y finalmente se vio obligado a solicitar licencia al cargo el 25 de mayo de 1987, a poco más de año y medio de haberlo asumido.
El Congreso designó para suplirlo al entonces ministro de la Suprema Corte de Justicia de la Nación, Leopoldino Ortiz Santos, que culminó el periodo hasta 1991. Con ello se inició un conflicto e inestabilidad política en el estado en que hasta cinco gobernadores se sucedieron entre 1987 y 1993, en que finalmente fue elegido Horacio Sánchez Unzueta.
Tras este hecho, Florencio Salazar Martínez se retiró de toda actividad política, hasta su fallecimiento ocurrido el 1 de agosto de 2023.